# Koning Albertpark (Antwerpen)
Het Koning Albertpark is een driehoekig stadspark in de Belgische stad Antwerpen. 
Het park bevindt zich op de grens van de Antwerpse districten Antwerpen en Berchem. Het wordt begrensd door de Prins Albertlei (voorheen Kraanstraat) in het zuiden, de Mechelsesteenweg met de brouwerij De Koninck en de aangrenzende wijk Haringrode in het oosten, het Harmoniepark met de wijk Harmonie in het noorden en de Koningin Elisabethlei (voorheen Warandestraat) in het westen. Daarnaast loopt er nog de Koning Albertparkweg door het park. Het Antwerpse districtshuis en de tramoverstaphalte Harmonie van De Lijn bevinden zich in en nabij het Harmoniepark. Verder naar het westen, aan de Koningin Elisabethlei, bevindt zich het Antwerpse Provinciehuis.

## Geschiedenis
In 1227 werd het gebied oorspronkelijk aangeduid als Papenmoer. Het was een verhoogd stuk grond in een moerassig gebied die naar het oosten afgewaterd werd door de Pridebeek (de latere Boomgaardbeek) die sinds de Frankische Burgeroorlog (715-718) de grens vormde tussen de buurtschap Haringrode van de stad Antwerpen en de heerlijkheid Berchem. In de westelijke nabijheid werd destijds een leprozenhuis genaamd Ter Zieken opgericht. In 1479 kocht de stad Antwerpen een deel van het Papenmoer, waar een galgenveld werd aangelegd en een grenspaal tussen Antwerpen en Berchem werd opgericht die bekend werd als de Hand. In 1703 werd het galgenveld verplaatst en raakte het terrein verwilderd. In 1754 werd het terrein gesaneerd en werden er enkele wandeldreven aangelegd. In 1803 werd er een warande aangelegd, maar deze was niet vrij toegankelijk. In 1809 kwam de warande echter weer in het bezit van de stad Antwerpen en in 1861 werd het een openbaar park. In 1877-1878 werd het park omgevormd tot een Engels park, ontworpen door E. Bruno. Er werden een wachthuis en een muziekkiosk gebouwd.
In 1919 kreeg het park zijn huidige naam ter ere van koning Albert I.